# Варварино (Судогодский район)
Варварино — деревня в Судогодском районе Владимирской области, входит в состав Головинского сельского поселения.

## География
Деревня расположена на берегу реки Сойма в 14 км на восток от центра поселения посёлка Головино и в 15 км на запад от райцентра города Судогда. 

## История
В конце XIX — начале XX века деревня входила в состав Авдотьинской волости Судогодского уезда, с 1926 года — в составе Александровской волости Владимирского уезда. В 1859 году в деревне числилось 1 дворов, в 1905 году — 4 дворов.
С 1929 года деревня входила с состав Сойменского сельсовета Судогодского района, с 2005 года — в составе Головинского сельского поселения.
В 1983 году населённый пункт Варварино исключался из учетных данных как фактически не существующий. 

## Население
| 1859 | 1905 | 1926 | 2010 | 2021 |
| ---- | ---- | ---- | ---- | ---- |
| 7    | ↗10  | ↗30  | ↘0   | →0   |